# Манојло Асен
Манојло Комнин Раул Асен, члан династије Асен, био је византијски генерал из 14. века.
Манојло је био син Андроника Асена и брат Јована, Ирине и Елене. Био је унук бугарског цара Мице Асена и Ирине Палеолог, ћерке византијског цара Михаила VIII Палеолога. Године 1342. именовао га је Јован Кантакузин за генерала свих трупа у Дидимотици. Трупе код Дидимотике су биле састављене од 1.000 коњаника и 8.000 стрелаца.
Године 1332. учествовао је у бици код Русокастра против Бугара и Татара, током другог грађанског рата био је утамничен, али га је ослободио Јован Кантакузин. Затим је постављен за архонта Визије где је његова жена Ана, ћерка Теодора Синадина, имала поседе. Касније је од цара Јована VI Кантакузина добио титулу севастократора и деспота. У млетачком рату 1351. године учествовао је као генерал.